# Mittaghore
Mittaghorn är en bergstopp i Schweiz.   Den ligger i distriktet Obersimmental-Saanen och kantonen Bern, i den sydvästra delen av landet, 60 km söder om huvudstaden Bern. Toppen på Mittaghorn är 2 686 meter över havet, eller 131 meter över den omgivande terrängen. Bredden vid basen är 0,90 km.
Terrängen runt Mittaghorn är huvudsakligen bergig, men åt nordväst är den kuperad. Närmaste större samhälle är Sion, 18,5 km söder om Mittaghorn. 
Trakten runt Mittaghorn består i huvudsak av gräsmarker. Runt Mittaghorn är det ganska glesbefolkat, med 36 invånare per kvadratkilometer.